# Dracula cochliops
Dracula cochliops là một loài lan.